# Stará Voda, Cheb
Stará Voda är en ort i Tjeckien.   Den ligger i regionen Karlovy Vary, i den västra delen av landet, 130 km väster om huvudstaden Prag. Stará Voda ligger 599 meter över havet och antalet invånare är 475.
Terrängen runt Stará Voda är kuperad norrut, men söderut är den platt.Runt Stará Voda är det ganska tätbefolkat, med 108 invånare per kvadratkilometer. Närmaste större samhälle är Cheb, 18,6 km nordväst om Stará Voda. I omgivningarna runt Stará Voda växer i huvudsak blandskog.